# Universidad Washington en San Luis
La Universidad Washington en San Luis (Washington University in St. Louis en inglés) es una universidad privada ubicada en San Luis (Misuri), Estados Unidos.
La universidad tiene estudiantes y profesorado de los 50 estados de los EE. UU. y de más de 125 naciones. Veinticuatro premios Nobel han tenido afiliación con la universidad. La universidad es reconocida como una de las más fuertes del mundo, con programas ejemplares en medicina, arquitectura, trabajo social, arte e ingeniería, entre otros. En US News and World Report, la universidad es reconocida como una de las mejores quince universidades de los EE. UU. 
Sus anteriores denominaciones fueron: Elliot Seminary y Washington Institute.

## Historia
En 1853 la universidad fue fundada por Thomas Eliot, un sacerdote de San Luis y abuelo del escritor T.S. Eliot, para dar un mejor nivel de educación en Misuri antes de esa fecha. Además, la universidad sirvió como una fuerza opuesta en la región durante la Guerra Civil de los Estados Unidos, cuando la otra gran universidad de Misuri se alió con el ejército del sur. Después de la guerra, la universidad llegó a ser una bastión de educación liberal en el medio oeste de los Estados Unidos. Al lo largo de los años se agregaron diferentes escuelas a la institución, como una escuela de asistencia social a finales del siglo XVIII, y una escuela de odontología a principios del siglo XIX.

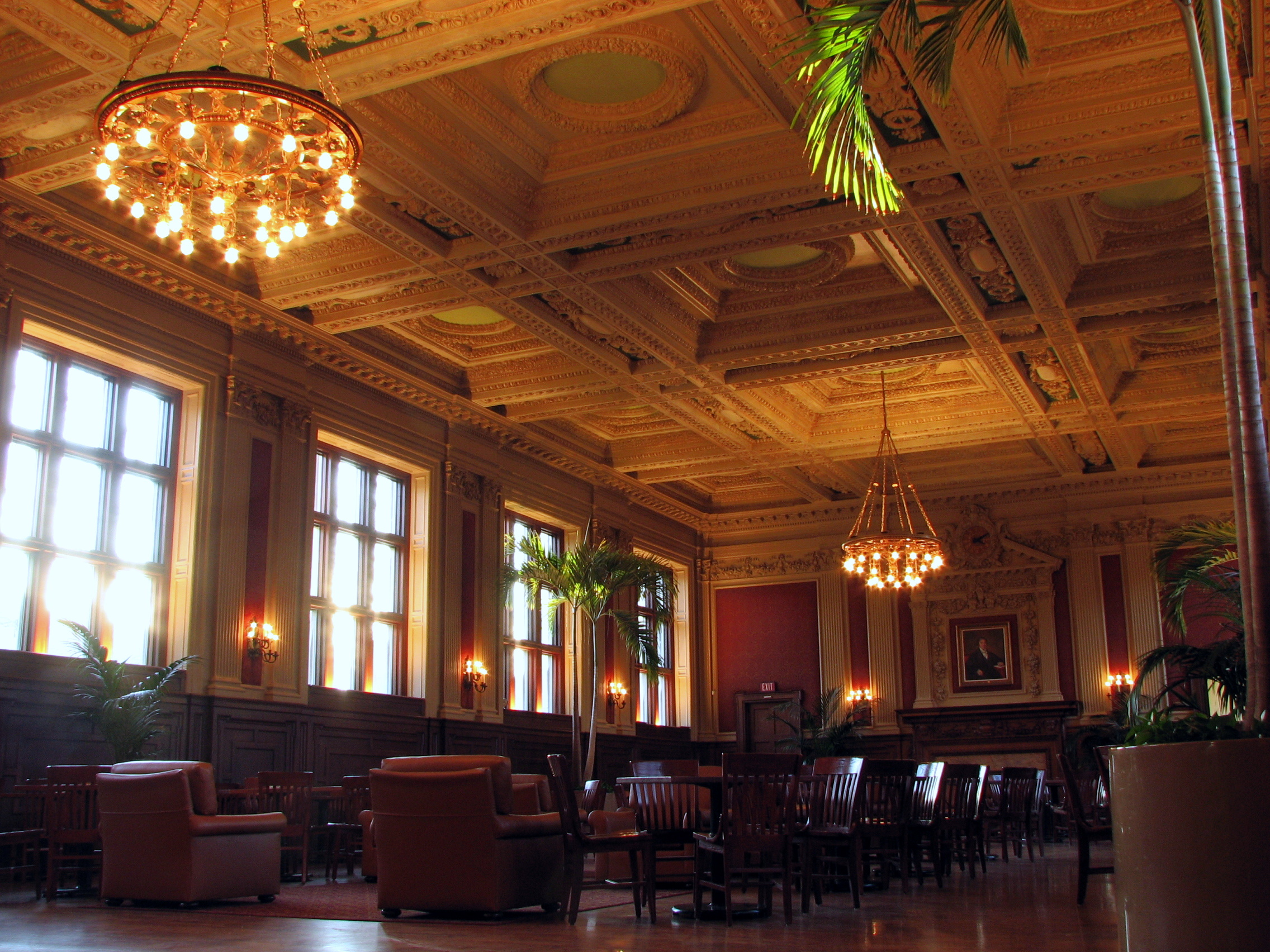
La Sala Holmes.

Por la década de 1950 de ese mismo siglo, la escuela de medicina de la universidad era una de las cinco mejores en los Estados Unidos. También durante dichos años los soldados norteamericanos estaban regresando de la Segunda Guerra Mundial. Este regreso cambió el sistema universitario en los Estados Unidos. La Universidad Washington se obligó a construir residencias estudiantiles para todos los estudiantes extranjeros al estado. A este punto la universidad se convirtió en una institución nacional en vez de un centro de educación regional. Con este cambio, la reputación de la universidad se echó a crecer con el ingreso de personas nuevas.
En la década de 1990, con el aumento en competencia universitaria en el mundo, y especialmente en los Estados Unidos, la universidad se hizo notar entre el público. El gran número de escuelas que contiene la universidad destacadas por US News y otras publicaciones de guías universitarias benefició la fama de la universidad. Actualmente la universidad es una de las 10 más selectivas en el país. 

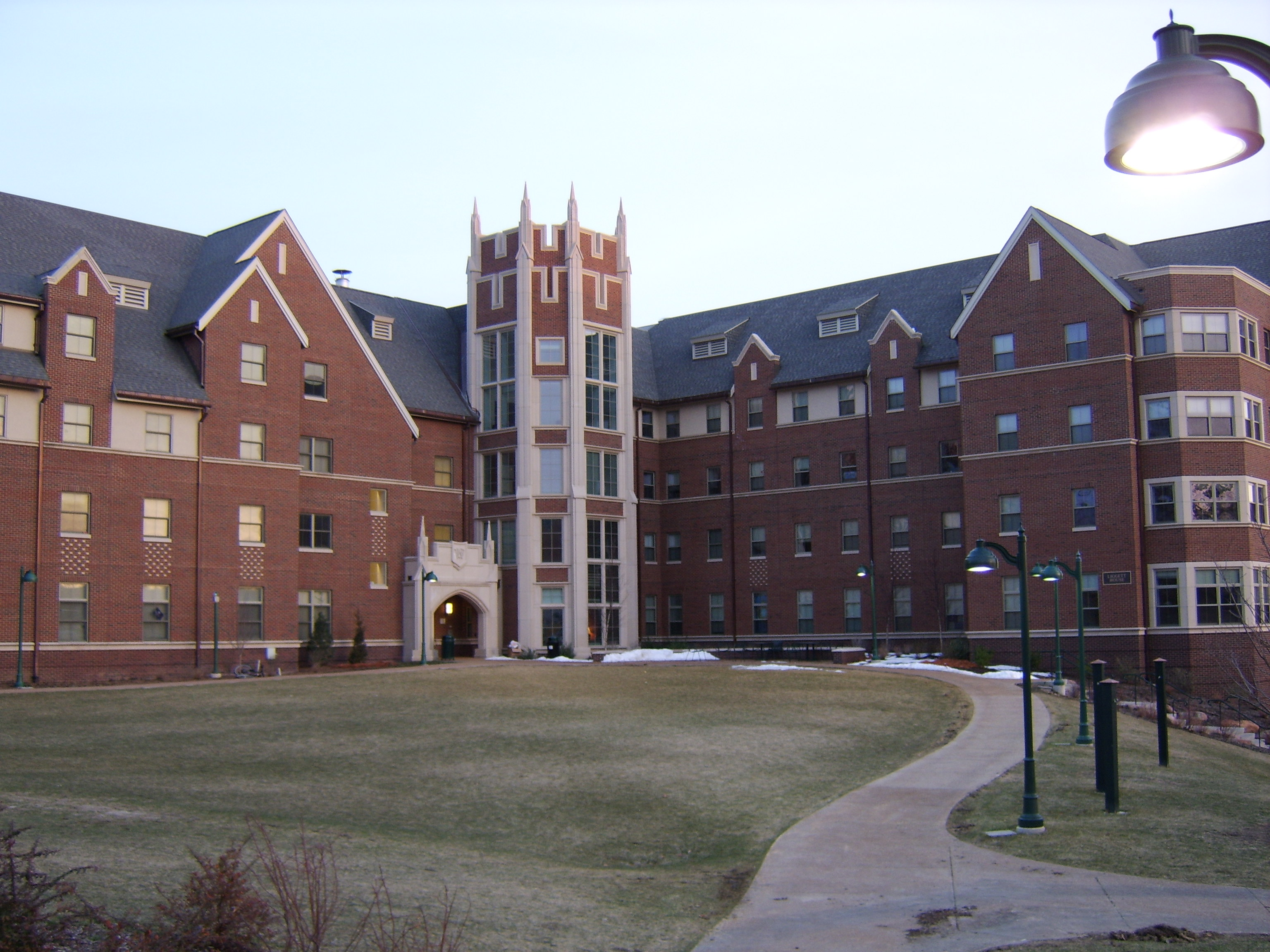
La Residencia Liggett Koenig.

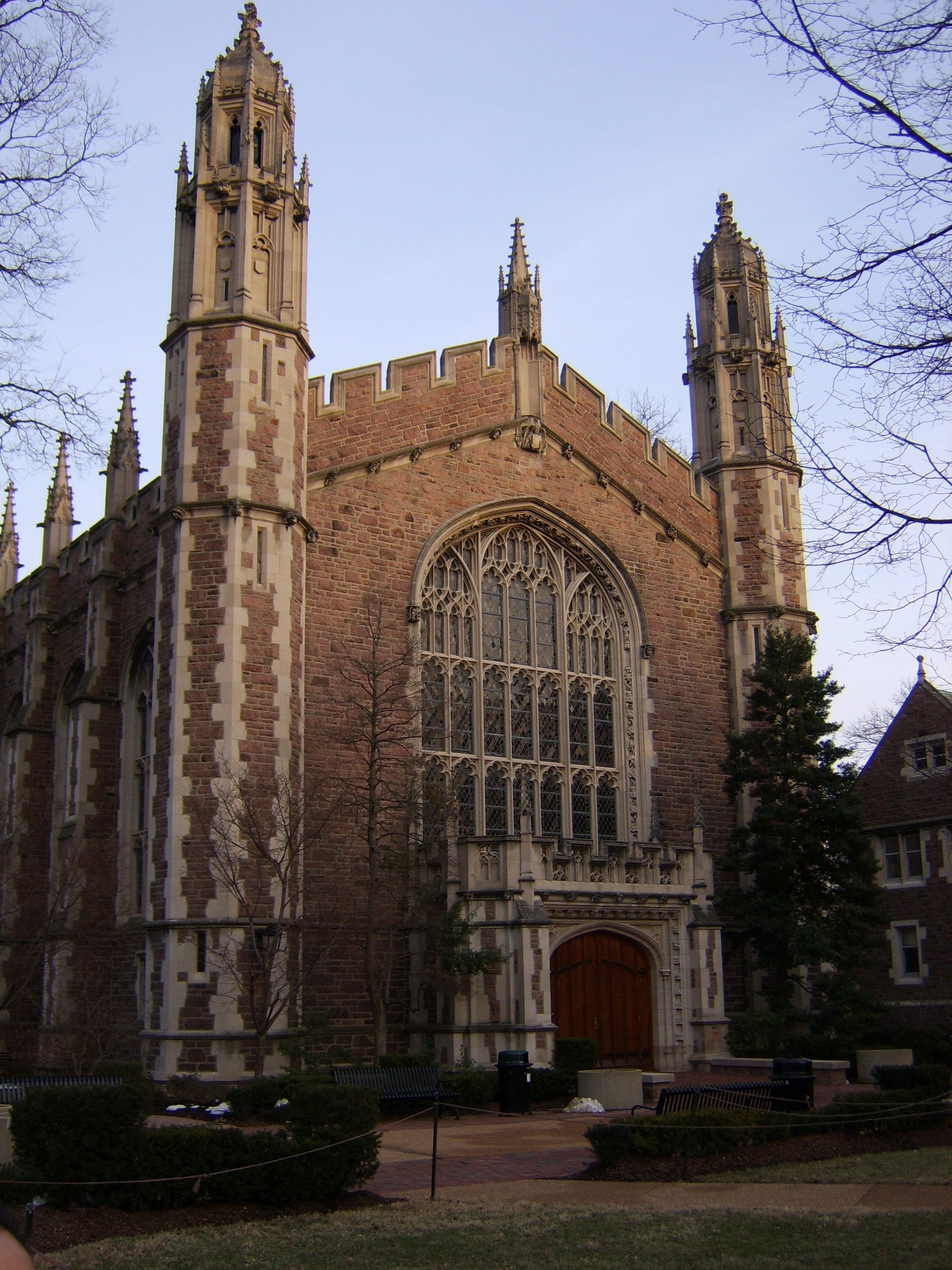
La Capilla Graham.

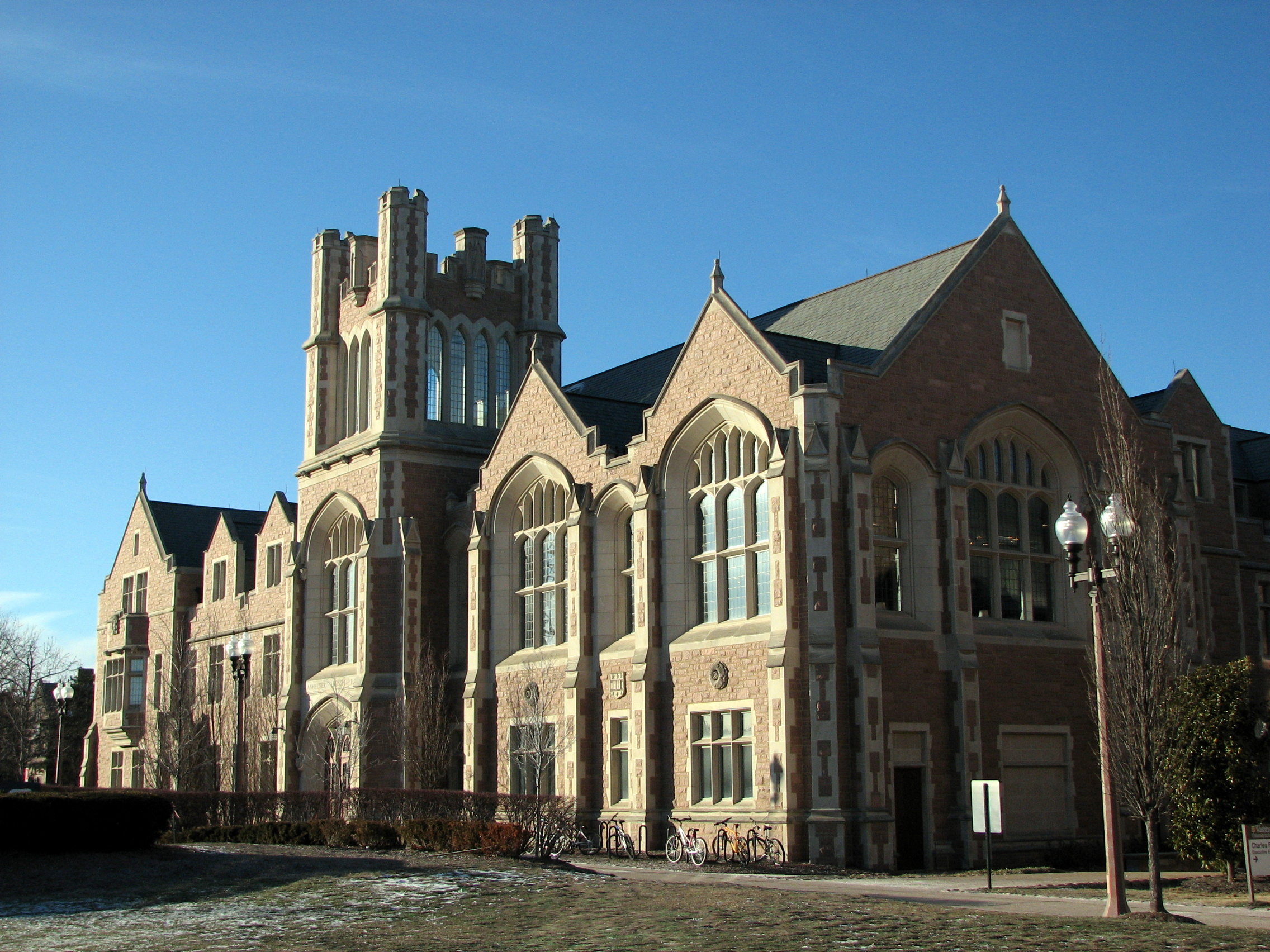
La Escuela De Derecho.

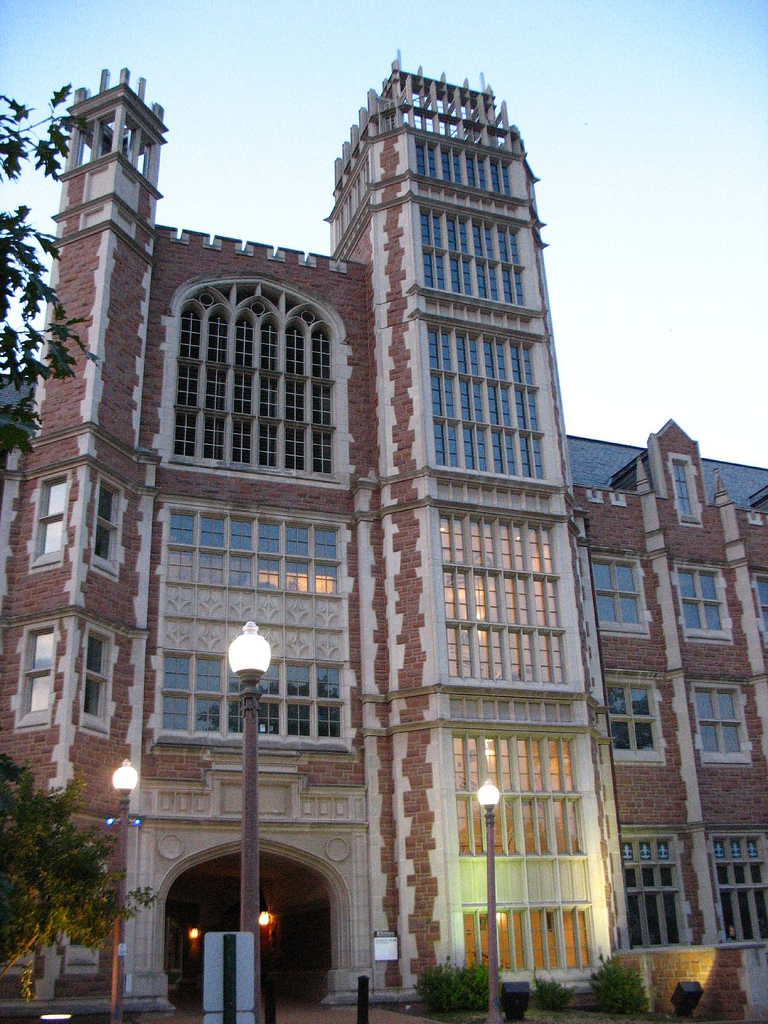
El Departamento de Psicología.

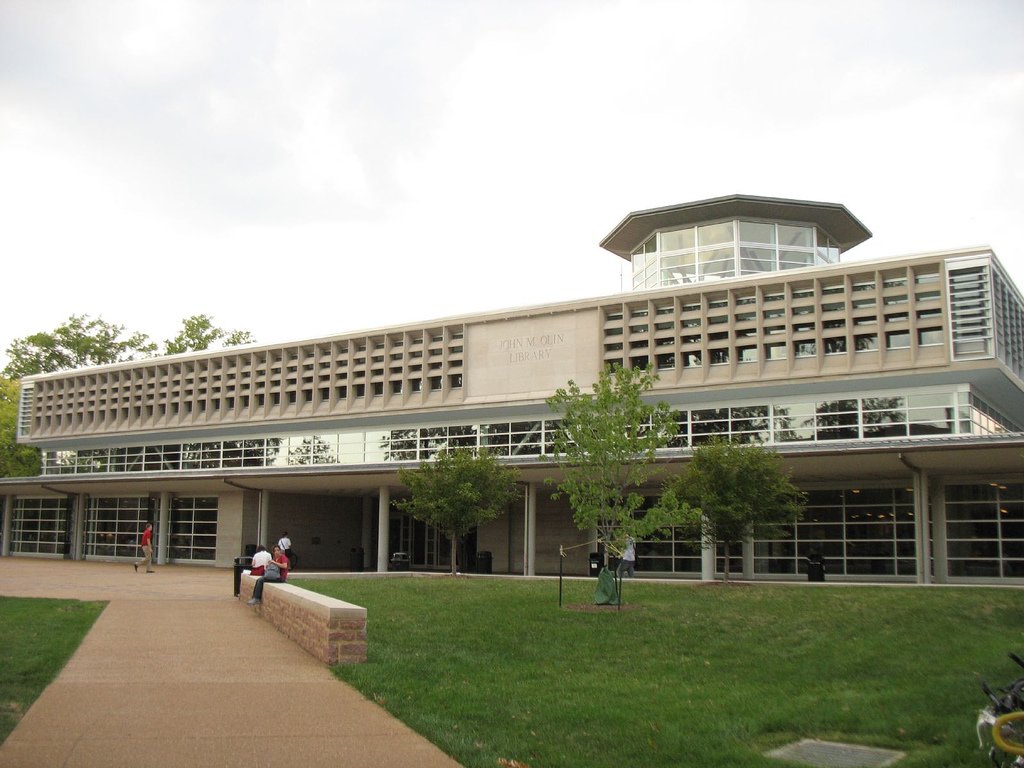
La Biblioteca Olin.

## Facultades y escuelas
La Universidad Washington en San Luis tiene nueve escuelas y facultades:
- Facultad de Artes y Ciencias (College of Arts & Sciences). Fundada en 1853.
- Facultad universitaria (University College). Fundada en 1931.
- Escuela Sam Fox de Diseño y Artes Visuales (Sam Fox School of Design & Visual Arts). Fundada en 2005.
- Escuela de Negocios Olin (Olin Business School). Fundada en 1912.
- Escuela de Ingeniería y Ciencia Aplicada (Washington University School of Engineering and Applied Science). Fundada en 1854.
- Escuela de Derecho (Washington University School of Law). Fundada en 1867.
- Escuela de Posgrado de Artes y Ciencias (Graduate School of Arts & Sciences). Fundada en 1922.
- Escuela George Warren Brown de Trabajo Social (George Warren Brown School of Social Work). Fundada en 1925.
- Escuela de Medicina (Washington University School of Medicine). Fundada en 1891.

## Antiguos alumnos notables
- Clyde Cowan (A.M., Ph.D. 1949), descubridor del neutrino
- Charles Eames, diseñador y arquitecto
- Steve Fossett (M.B.A. 1968), aventurero
- Conde Nast (L.L.B. 1897), editor de Vogue
- Daniel Nathans (M.D. 1954), laureado del Premio Nobel en medicina
- Mike Peters (B.F.A. 1965), ganador del Premio Pulitzer, creador de “Mother Goose and Grimm”
- Harold Ramis (A.B. 1966), actor de película, escritor y director
- Peter Sarsgaard (A.B. 1995), actor
- Marilyn vos Savant (1946), Récord Guinness como la persona más inteligente de la historia (I.Q. 226).
- Tennessee Williams (Estudiante 1936-37), dramaturgo
- George Zimmer (A.B. 1970), fundador de Men’s Wearhouse